# Pieczeń huzarska
Pieczeń huzarska – tradycyjne danie kuchni polskiej, szczególnie popularne w okresie międzywojennym.
Jest to pieczeń wołowa (najlepiej z mięsa zrazowego), którą nacina się w paski przełożone farszem składającym się z drobno poszatkowanej cebuli i bułki. Całość przyprawiona jest cytryną, masłem i bulionem. Serwowana jest w plastrach polanych sosem wytworzonym w trakcie pieczenia wołowiny. Stanowi danie odświętne, a przepis na nie znajdował się w większości książek kucharskich wydawanych w okresie międzywojennym. Przed II wojną światową danie było prawdopodobnie podawane na oddzielnym półmisku, wraz z dodatkami (głównie ziemniakami) i garniturem z warzyw. 